# Dayr al-Balah
Dayr al-Balah o Deir el-Balah (in arabo دير البلح‎?) è una città palestinese collocata al centro della Striscia di Gaza, capitale del Governatorato di Dayr al-Balah.
Fu sede del castello di Daron durante l'epoca delle crociate.